# Where Quantity Is Job 1
Where Quantity Is Job #1 è una raccolta del gruppo hardcore punk canadese Propagandhi, pubblicato dalla loro G7 Welcoming Committee Records il 15 novembre 1998. Contiene rarità, tracce dal vivo, demo, brani fuori commercio e la ristampa del loro split con gli I Spy Propagandhi/I Spy.
Where Quantity is Job #1 include la terza versione della canzone And We Thought Nation States Were a Bad Idea, precedentemente pubblicata come "Nation States in Fat Music Vol. II: Survival of the Fattest, e come ...And We Thought Nation States Were a Bad Idea nel loro secondo album di studio Less Talk, More Rock.

## Tracce

### Versione originale[3]
1. Mutual Friend - 0:45
2. And We Though Nation States Were a Bad Idea - 0:29
3. Utter Crap Song - 2:27
4. Oka Everywhere - 1:27
5. Haillie Does Hebron - 2:19
6. Homophobes Are Just Mad Cuz They Can't Get Laid - 0:32
7. True (Concrete Blonde) - 3:31
8. Todd's Incredibly Professional Station Id for 4zzz Brisbane - 1:42
9. Contest Song - 1:40
10. Firestorm, My Ass - 0:17
11. Refusing to Be a Man  [versione di studio alternativa] - 2:15
12. Resisting Tyrannical Government  [versione di studio alternativa] - 1:03
13. Laplante Song  [live] - 3:14
14. Leg Hold Trap  [live] - 2:25
15. Laplante/Smith Song  [live] - 1:48
16. White, Proud and Stupid - 4:37
17. Fine Day - 3:00
18. Stand up and Be Counted (Venom) - 3:19
19. Pigs Will Pay  [live] - 2:53
20. Government Cartoons  [live] - 4:36
21. Anti-Manifesto  [live] - 2:13
22. Less Talk, More Rock  [live] - 3:32
23. Gamble (Lowest of the Low Live) - 4:00
24. Ska Sucks  [live] - 1:36
25. Bent (Sudden Impact) - 4:20
26. Degrassi Junior High Drop Outs - 1:48
27. Hidden Curriculum - 2:12
28. The Van Lament - 1:36

### Versione del 2005[2]
1. Mutual Friend - 0:45
2. Little Ditty - 0:29
3. And We Thought Nation-States Were a Bad Idea - 2:27
4. Utter Crap Song - 1:27
5. Oka Everywhere - 2:19
6. Chomsky Being Smart - 0:32
7. Haillie Does Hebron - 3:31
8. Homophobes Are Just Mad Cuz They Can't Get Laid - 1:42
9. True - 1:40
10. Todd's Incredibly Professional Station Id for 4ZZZ Brisbane - 0:17
11. Contest-Song - 2:15
12. Firestorm, My Ass - 1:03
13. Refusing to Be a Man [versione di studio alternativa] - 3:14
14. Resisting Tyrannical Government [versione di studio alternativa] - 2:25
15. Laplante Song [live] - 1:48
16. Leg Hold Trap [live] - 4:37
17. Laplante/Smith Song [live] - 3:00
18. White, Proud and Stupid - 3:19
19. Fine Day - 2:53
20. Stand Up and Be Counted - 4:36
21. Pigs Will Pay [live] - 2:13
22. Government Cartoons [live] - 3:32
23. Anti-Manifesto [live] - 4:00
24. Less Talk, More Rock [live] - 1:36
25. Gamble [live] - 4:20
26. Ska Sucks [live] - 1:48
27. Bent - 2:12
28. Degrassi Jr. High Dropouts - 1:36
29. Hidden Curriculum - 1:04
30. The Van Lament - 3:49

## Formazione
- Chris Hannah - voce e chitarra[4]
- Jordy Samolesky - batteria
- Tod Kowalski - basso
- Mike Braumeister - basso[4]

### Crediti[4]
- Chris Brett - ingegneria del suono, masterizzazione, missaggio
- Paul James - ingegneria del suono, missaggio